# Curva elíptica supersingular
En geometría algebraica, las curvas elípticas supersingulares forman una cierta clase de curvas elípticas sobre un cuerpo de característica p > 0 con anillos de endomorfismo inusualmente grandes. Las curvas elípticas sobre tales cuerpos que no son supersingulares se denominan ordinarias y estas dos clases de curvas elípticas se comportan de manera fundamentalmente diferente en muchos aspectos.Hasse (1936) descubrió curvas elípticas supersingulares durante su trabajo sobre la hipótesis de Riemann para curvas elípticas al observar que las curvas elípticas de características positivas podrían tener anillos de endomorfismo de rango 4 inusualmente grande, y Deuring (1941) desarrolló su teoría básica.
El término supersingular no tiene nada que ver con los puntos singulares de las curvas, y todas las curvas elípticas supersingulares son no singulares. Proviene de la frase "valores singulares del j-invariante" utilizada para valores del j-invariante para los que una curva elíptica compleja tiene multiplicación compleja. Las curvas elípticas complejas con multiplicación compleja son aquellas para las que el anillo de endomorfismo tiene el máximo rango posible 2. Con característica positiva es posible que el anillo de endomorfismo sea aún mayor: puede ser un orden en un álgebra de cuaterniones de dimensión 4, en cuyo caso la curva elíptica es supersingular. Los primos p tales que cada curva elíptica supersingular en característica p puede definirse sobre el subcuerpo primo {\displaystyle F_{p}} en lugar de {\displaystyle F_{p^{m}}} se denominan primos supersingulares.

## Definición
Se han utilizado muchas formas diferentes pero equivalentes de definir curvas elípticas supersingulares. Algunas de las formas de definirlos se dan a continuación. Sea {\displaystyle K} un cuerpo con clausura algebraica {\displaystyle {\overline {K}}} y E una curva elíptica sobre K.
- Los puntos {\displaystyle {\overline {K}}} valorados en {\displaystyle E({\overline {K}})} tienen la estructura de un grupo abeliano. Para cada n, se tiene una aplicación de multiplicación {\displaystyle [n]:E\to E}. Su núcleo se denota por {\displaystyle E[n]}. Ahora, supóngase que la característica de K es p > 0. Entonces se puede demostrar que o bien

{\displaystyle E[p^{r}]({\overline {K}})\cong {\begin{cases}0&{\mbox{or}}\\\mathbb {Z} /p^{r}\mathbb {Z} \end{cases}}}
para r = 1, 2, 3, ... En el primer caso, E se llama supersingular. De lo contrario, se llama ordinario. En otras palabras, una curva elíptica es supersingular si y solo si el grupo de puntos geométricos de orden p es trivial.
- Las curvas elípticas supersingulares tienen muchos endomorfismos sobre el cierre algebraico {\displaystyle {\overline {K}}} en el sentido de que una curva elíptica es supersingular si y solo si su álgebra de endomorfismos (sobre {\displaystyle {\overline {K}}}) es un orden en un álgebra de cuaterniones. Por lo tanto, su álgebra de endomorfismos (sobre {\displaystyle {\overline {K}}}) tiene rango 4, mientras que el grupo de endomorfismos de cualquier otra curva elíptica tiene solo rango 1 o 2. El anillo de endomorfismos de una curva elíptica supersingular puede tener un rango menor que 4, y puede ser necesario tomar una extensión finita del cuerpo base K para hacer que el rango del anillo de endomorfismos sea 4. En particular, el anillo de endomorfismos de una curva elíptica sobre un cuerpo de primer orden nunca es de rango 4, incluso si la curva elíptica es supersingular.
- Sea G el grupo formal asociado a E. Como K es de característica positiva, se puede definir su altura ht(G), que es 2 si y solo si E es supersingular y si no es 1.
- Se tiene un endomorfismo de Frobenius {\displaystyle F:E\to E}, que induce una aplicación en cohomología

{\displaystyle F^{*}:H^{1}(E,{\mathcal {O}}_{E})\to H^{1}(E,{\mathcal {O}}_{E})}.
La curva elíptica E es supersingular si y solo si {\displaystyle F^{*}} es igual a 0.
- Se tiene un operador de cambio {\displaystyle V:E\to E}, que induce una aplicación en las formas 1 globales

{\displaystyle V^{*}:H^{0}(E,\Omega _{E}^{1})\to H^{0}(E,\Omega _{E}^{1})}.
La curva elíptica E es supersingular si y solo si {\displaystyle V^{*}} es igual a 0.
- Una curva elíptica es supersingular si y solo si su invariante de Hasse es 0.
- Una curva elíptica es supersingular si y solo si el esquema de grupo de puntos de orden p es conexo.
- Una curva elíptica es supersingular si y solo si el dual de la aplicación de Frobenius es puramente inseparable.
- Una curva elíptica es supersingular si y solo si la aplicación de "multiplicación por p" es puramente inseparable y el invariante j de la curva se encuentra en una extensión cuadrática del cuerpo primo de K, un cuerpo finito de orden p2.
- Supóngase que E está en la forma de Legendre, definida por la ecuación {\displaystyle y^{2}=x(x-1)(x-\lambda )}, y p es impar. Entonces para {\displaystyle \lambda \neq 0}, E es supersingular si y solo si la suma

{\displaystyle \sum _{i=0}^{n}{n \choose {i}}^{2}\lambda ^{i}}
se anula, donde {\displaystyle n=(p-1)/2}. Usando esta fórmula, se puede demostrar que solo hay un número finito de curvas elípticas supersingulares sobre K (hasta el isomorfismo).
- Supóngase que E se da como una curva cúbica en el plano proyectivo mediante un polinomio cúbico homogéneo f(x,y,z). Entonces E es supersingular si y solo si el coeficiente de (xyz)p–1 en fp–1 es cero.
- Si el cuerpo K es un cuerpo finito de orden q, entonces una curva elíptica sobre K es supersingular si y solo si la traza del endomorfismo de Frobenius potencia q es congruente con cero módulo p.

Cuando q=p es un número primo mayor que 3 esto equivale a tener la traza de Frobenius igual a cero (por el límite de Hasse); esto no se cumple para p=2 o 3.

## Ejemplos
- Si K es un cuerpo de característica 2, toda curva definida por una ecuación de la forma

{\displaystyle y^{2}+a_{3}y=x^{3}+a_{4}x+a_{6}}
con a3 distinto de cero es una curva elíptica supersingular y, a la inversa, toda curva supersingular es isomorfa a una de esta forma (véase Washington2003, p. 122).
- Sobre un cuerpo con 2 elementos cualquiera la curva elíptica supersingular es isomorfa a exactamente una de las curvas elípticas supersingulares

{\displaystyle y^{2}+y=x^{3}+x+1}
{\displaystyle y^{2}+y=x^{3}+1}
{\displaystyle y^{2}+y=x^{3}+x}
con 1, 3 y 5 puntos. Esto da ejemplos de curvas elípticas supersingulares sobre un cuerpo primo con diferentes números de puntos.
- Sobre un cuerpo algebraicamente cerrado de característica 2 existe (salvo isomorfismo) exactamente una curva elíptica supersingular, dada por

{\displaystyle y^{2}+y=x^{3}},
con j-invariante 0. Su anillo de endomorfismos es el anillo de los cuaterniones de Hurwitz, generado por los dos automorfismos {\displaystyle x\rightarrow x\omega } y {\displaystyle y\rightarrow y+x+\omega ,x\rightarrow x+1} donde {\displaystyle \omega ^{2}+\omega +1=0} es una raíz cúbica primitiva de la unidad. Su grupo de automorfismos es el grupo de unidades de los cuaterniones de Hurwitz, que tiene orden 24, contiene un subgrupo normal de orden 8 isomorfo al grupo de los cuaterniones, y es el grupo tetraédrico binario
- Si K es un cuerpo de característica 3, toda curva definida por una ecuación de la forma

{\displaystyle y^{2}=x^{3}+a_{4}x+a_{6}}
con a4 distinto de cero es una curva elíptica supersingular y, a la inversa, toda curva supersingular es isomorfa a una de esta forma (véase Washington2003, p. 122).
- Sobre un cuerpo con 3 elementos, cualquier curva elíptica supersingular es isomorfa a exactamente una de las curvas elípticas supersingulares

{\displaystyle y^{2}=x^{3}-x}
{\displaystyle y^{2}=x^{3}-x+1}
{\displaystyle y^{2}=x^{3}-x+2}
{\displaystyle y^{2}=x^{3}+x}
- Sobre un cuerpo algebraicamente cerrado de característica 3 existe (salvo isomorfismo) exactamente una curva elíptica supersingular, dada por

{\displaystyle y^{2}=x^{3}-x},
con j-invariante 0. Su anillo de endomorfismos es el anillo de cuaterniones de la forma a+bj con a y b enteros de Eisenstein, generado por los dos automorfismos {\displaystyle x\rightarrow x+1} y {\displaystyle y\rightarrow iy,x\rightarrow -x} donde i es una raíz cuarta primitiva de la unidad. Su grupo de automorfismos es el grupo de unidades de estos cuaterniones, que tiene orden 12 y contiene un subgrupo normal de orden 3 con cociente un grupo cíclico de orden 4.
- Para {\displaystyle \mathbb {F} _{p}} con p>3 la curva elíptica definida por {\displaystyle y^{2}=x^{3}+1} con j-invariante 0 es supersingular si y solo si {\displaystyle p\equiv 2{\text{(mod 3)}}} y la curva elíptica definida por {\displaystyle y^{2}=x^{3}+x} con j-invariante 1728 es supersingular si y solo si si {\displaystyle p\equiv 3{\text{(mod 4)}}} (véase Washington2003, 4.35).
- La curva elíptica dada por {\displaystyle y^{2}=x(x-1)(x+2)} no es singular sobre {\displaystyle \mathbb {F} _{p}} para {\displaystyle p\neq 2,3}. Es supersingular para p = 23 y ordinario para cualquier otro {\displaystyle p\leq 73} (ver Hartshorne 1977, 4.23.6).
- La curva modular X0(11) tiene j-invariante −21211−5313, y es isomorfa a la curva y2 + y = x3 − x2 − 10x − 20. Los primos p para los que es supersingular son aquellos para los que el coeficiente de qp está en η(τ)2η(11τ)2 mod p desaparece, y están dados por la lista

2, 19, 29, 199, 569, 809, 1289, 1439, 2539, 3319, 3559, 3919, 5519, 9419, 9539, 9929,... (sucesión A006962 en OEIS)
- Si una curva elíptica sobre los racionales tiene multiplicación compleja entonces el conjunto de primos para los que es supersingular tiene densidad 1/2. Si no tiene multiplicación compleja, entonces Serre demostró que el conjunto de números primos para los que es supersingular tiene densidad cero.Elkies (1987) demostró que cualquier curva elíptica definida sobre los racionales es supersingular para un número infinito de números primos.

## Clasificación
Para cada característica positiva solo hay un número finito de posibles invariantes j de curvas elípticas supersingulares.
Sobre un cuerpo algebraicamente cerrado K, una curva elíptica está determinada por su invariante j, por lo que solo hay un número finito de curvas elípticas supersingulares. Si cada una de estas curvas está ponderada por 1/|Aut(E)| entonces el peso total de las curvas supersingulares es (p–1)/24. Las curvas elípticas tienen grupos de automorfismos de orden 2 a menos que su invariante j sea 0 o 1728, por lo que las curvas elípticas supersingulares se clasifican de la manera que se detalla a continuación.
Hay exactamente ⌊p/12⌋ curvas elípticas supersingulares con grupos de automorfismos de orden 2. Además si p≡3 mod 4 hay una curva elíptica supersingular (con j-invariante 1728) cuyo grupo de automorfismos es cíclico o de orden 4 a menos que p=3 en cuyo caso tiene orden 12, y si p≡2 mod 3 existe una curva elíptica supersingular (con j- invariante 0) cuyo grupo de automorfismos es cíclico de orden 6 a menos que p=2, en cuyo caso tiene orden 24.Birch y Kuyk (1975) dio una tabla de todos los invariantes j de curvas supersingulares para primos hasta 307. Para los primeros primos, las curvas elípticas supersingulares se dan de la siguiente manera. El número de valores supersingulares de j distintos de 0 o 1728 es la parte entera de (p−1)/12.
| Número primo | j invariantes supersingulares |
| ------------ | ----------------------------- |
| 2            | 0                             |
| 3            | 1728                          |
| 5            | 0                             |
| 7            | 1728                          |
| 11           | 0, 1728                       |
| 13           | 5                             |
| 17           | 0,8                           |
| 19           | 7, 1728                       |
| 23           | 0,19, 1728                    |
| 29           | 0,2, 25                       |
| 31           | 2, 4, 1728                    |
| 37           | 8, 3±√15                      |